# Women's Prize for Fiction
Le Women's Prize for Fiction, connu auparavant sous les noms Orange Prize for Fiction (1996–2006 et 2009–2012), Orange Broadband Prize for Fiction (2007–2008) et Baileys Women's Prize for Fiction (2014–2017), est l'un des plus prestigieux prix littéraires du Royaume-Uni.
Il est décerné chaque année à la meilleure œuvre de fiction publiée au Royaume-Uni au cours de l'année précédant la remise du prix. Cette œuvre doit avoir été écrite par une écrivaine de langue anglaise, quelle que soit sa nationalité.

## Histoire du prix
Le prix a été fondé en 1996, afin de reconnaitre les prouesses littéraires des autrices anglophones. L’idée de créer ce prix s'est imposée à la suite de la cérémonie du prix Booker de 1991. Cette année-là, malgré le fait que 60% des romans publiés aient été écrits par des femmes, les six candidats sélectionnés pour le prix de 1991 étaient tous de sexe masculin. Un groupe composé d'une quarante hommes et de femmes de l’industrie littéraire (auteurs, éditeurs, agents, libraires, bibliothécaires, journalistes) s’était donc rassemblé pour débattre à propos de l'importance et la prise en compte du travail des femmes lors de ces prix, et avait décidé unanimement de la création d'un prix exclusivement féminin.
L'écrivaine Kate Mosse, l'une des quatre cofondatrices du prix, a travaillé de 1992 à 1996 à l'élaboration du prix et en est à l'heure actuelle la directrice général.
La gagnante de ce prix reçoit 30 000 £ (équivalent 35 000 €), ainsi qu’une sculpture en bronze de 19 centimètres appelée la Bessie, créée par l’artiste Grizel Niven (en), sœur de l’acteur et écrivain David Niven.
Chaque année, une première liste de pré-sélection est habituellement annoncée aux alentours du mois de mars, suivie d’une seconde liste de sélection en juin. La lauréate est annoncée dans les jours qui suivent. La gagnante est choisie par un jury composé par « cinq femmes », changeant chaque année.
Pour soutenir le prix de l’année 2004, l'Orange Prize for Fiction (de son ancien nom) a publié une liste de cinquante « lectures essentielles » contemporaines. Les ouvrages ont été choisis par un échantillon de cinq cents personnes ayant assistées au Hay Festival (en), un festival annuel de littérature, et représentent les livres considérés par le public comme des « indispensables » écrits par des écrivains britanniques vivants.
À l’origine, le prix était sponsorisé par Orange, compagnie de télécommunication. En mai 2012, Orange annoncé la fin de leur mécénat entrepreneurial envers le prix. En 2013, le prix n’a donc pas été parrainé par une entreprise mais par des « mécènes privés », conduits par l’avocate et écrivaine Cherie Blair, et les autrices Joanna Trollope et Elizabeth Buchan (en).
En 2014, le prix a annoncé son nouveau sponsor, la marque de liqueur Baileys Irish Cream, appartenant à la multinationale britannique Diageo, spécialisée dans les boissons alcoolisées, pour un partenariat de trois ans.  En janvier 2017, Diageo a annoncé qu’ils avaient « malheureusement décidé de faire place à un nouveau sponsor », et qu’ils se retirerait du mécénat à la fin du prix de l’année 2017, annoncé en juin.
En juin 2017, l’organisation du prix a annoncé que celui-ci changerait de nom pour devenir simplement le « Women’s Prize for Fiction » à compter de 2018, et qu’il serait parrainé par un ensemble de sponsors.

## Reclaim Her Name
À l'occasion du 25ème anniversaire du prix, leur sponsor de l'époque Baileys a collaboré avec les organisateurs du prix pour republier 25 livres écrits par des autrices publiées à l'origine sous un nom de plume masculin, comme le roman Middlemarch écrit par Mary Ann Evans, plus connue sous le nom de George Eliot. Ces ouvrages affichent le vrai nom de l'autrice sur la jaquette du livre, et composent la collection Reclaim Her Name, dans le but « d'honorer les prouesses et leur donner le crédit qu'elles méritent ».

## Critiques
L’exclusion des auteurs masculins par le prix a suscité diverses critiques.
Après la création du prix, Auberon Waugh le surnommait le « Lemon Prize », tandis que Germaine Greer déclarait qu’il y aurait alors bientôt un prix pour les « écrivains aux cheveux roux » (le terme “Lemon“ faisant référence en anglais à une chose inutile).
A. S. Byatt, lauréate du prix Booker en 1990, a également déclaré qu’il s’agissait d’un « prix sexiste », affirmant qu’un « tel prix n’a jamais été nécessaire » et qu'il « ghettoïsait les femmes dans une catégorie de littérature à la fois inhabituelle et exclusive », refusant de fait que son travail soit considéré pour cette récompense. Par ailleurs, en 2007 et 2008, l’ancien rédacteur en chef du journal britannique The Times Simon Jenkins (en) et l’écrivain Tim Lott auraient tous les deux respectivement qualifié le prix de sexiste et discriminatoire, déclarant même « qu’il devrait être à fuir,, ».

À l’inverse, en 2011, la journaliste Londonienne Jean Hannah Edelstein écrivait au sujet de ses "mauvaises raisons" de soutenir le prix :
"Malheureusement, preuve en est que les expériences des écrivains masculins et féminins après avoir posé leurs stylos sont souvent très différentes. C’est pourquoi j’ai changé d’avis à propos de l'Orange Prize. Je suis toujours d’accord avec Byatt pour dire que l’idée d’une catégorie exclusivement réservé aux femmes est fallacieuse, mais je ne pense pas que ce soit ce que le prix récompense.
. En 2019, le premier roman d’Akwaeke Emezi, Freshwater, a fait partie des nommés – marquant ainsi la première fois qu’un auteur transgenre non-binaire était mis en candidature pour le prix. Pour autant, le commentateur non-binaire Vic Parsons écrivait à ce sujet que la nomination aurait soulevé des questions inconfortables : « un auteur non-binaire assigné homme à la naissance aurait-il fait partie de la liste préliminaire ? J’en doute fort ».
Après la nomination, il a été annoncé que le Women’s Prize Trust travaillait sur de nouvelles lignes directrices pour les auteurs transgenres, non-binaires et gender fluid. À la suite de cela, le prix aurait demandé à Emezi de se définir par son « sexe tel que défini par la loi » lors de la soumission de La mort de Vivek Oji ; Emezi a alors choisi de se retirer, déclarant ne plus soumettre ses futurs romans au jury, qualifiant par ailleurs cette exigence de transphobe. Joanna Prior, présidente du Conseil d’Administration du Women’s Prize for Fiction, a déclaré que dans les modalités du prix que « le mot “femme“ [désignait] une femme cis, une femme transgenre ou toute personne légalement définie comme étant de sexe féminin ».

## Palmarès
Les œuvres gagnantes sont citées en premier, suivies par les autres œuvres nommées.

### Années 1990

#### 1996
Un hiver enchanté (A Spell in Winter) par Helen Dunmore
- Le Livre des sortilèges (The Book of Colour) par Julia Blackburn
- Les Vieilles Filles (Spinsters) par Pagan Kennedy
- L'Attrape-fantômes (The Hundred Secret Senses) par Amy Tan
- Une autre femme (Ladder of Years) par Anne Tyler
- Eveless Eden par Marianne Wiggins

#### 1997
La Mémoire en fuite (Fugitive Pieces) par Anne Michaels
- Captive (Alias Grace) par Margaret Atwood
- Irlande, nuit froide (One by One in the Darkness) par Deirdre Madden
- J'étais Amelia Earhart (I Was Amelia Earhart) par Jane Mendelsohn (en)
- Les Crimes de l'accordéon (Accordion Crimes) par Annie Proulx
- Sur les dents (Hen's Teeth) par Manda Scott

#### 1998
Une soirée chez Larry (Larry's Party) par Carol Shields
- Les Chiens monstres (Lives of the Monster Dogs) par Kirsten Bakis (en)
- Parole de ventriloque (The Ventriloquist's Tale) par Pauline Melville
- The Magician's Assistant par Ann Patchett
- Une femme simple (Love, Like, Hate, Adore) par Deirdre Purcell (en)
- Le Poids de l'eau (The Weight of Water) par Anita Shreve

#### 1999
Un crime dans le quartier (A Crime in the Neighborhood) par Suzanne Berne
- The Leper's Companions par Julia Blackburn
- Visible Worlds par Marilyn Bowering (en)
- La Brève Histoire d'un prince (The Short History of a Prince) par Jane Hamilton (en)
- Les Yeux dans les arbres (The Poisonwood Bible) par Barbara Kingsolver
- Paradis (Paradise) par Toni Morrison

### Années 2000
| Sommaire : | - Haut - 2000 - 2001 - 2002 - 2003 - 2004 - 2005 - 2006 - 2007 - 2008 - 2009 |

#### 2000
When I Lived in Modern Times par Linda Grant
- If I Told You Once par Judy Budnitz (en)
- The Dancers Dancing par Éilís Ní Dhuibhne (en)
- Sourires de loup (White Teeth) par Zadie Smith
- Amy et Isabelle (Amy and Isabelle) par Elizabeth Strout
- Les Divins Secrets des petites ya-ya (Divine Secrets of the Ya-Ya Sisterhood) par Rebecca Wells (en)

#### 2001
The Idea of Perfection par Kate Grenville
- Le Tueur aveugle (The Blind Assassin) par Margaret Atwood
- Fred et Edie (Fred and Edie) par Jill Dawson (en)
- Homestead par Rosina Lippi (en)
- Le Paradis des chevaux (Horse Heaven) par Jane Smiley
- Hôtel Univers (Hotel World) par Ali Smith

#### 2002
Bel canto (Bel Canto) par Ann Patchett
- No Bones par Anna Burns
- La Faim (The Siege) par Helen Dunmore
- The White Family par Maggie Gee (en)
- Un vrai crime pour livre d'enfant (A Child's Book of True Crime) par Chloe Hooper (en)
- Du bout des doigts (Fingersmith) par Sarah Waters

#### 2003
Maîtresse (Property) par Valerie Martin
- Buddha Da par Anne Donovan (en)
- Heligoland par Shena Mackay (en)
- Bonté (Unless) par Carol Shields
- L'Homme à l'autographe (The Autograph Man) par Zadie Smith
- Le Petit Copain (The Little Friend) par Donna Tartt

#### 2004
Hortense et Queenie (Small Island) par Andrea Levy
- L'hibiscus pourpre (Purple Hibiscus) par Chimamanda Ngozi Adichie
- Le Dernier Homme (Oryx and Crake) par Margaret Atwood
- Le Grand Incendie (The Great Fire) par Shirley Hazzard
- Ice Road par Gillian Slovo
- La Couleur des rêves (The Colour) par Rose Tremain

#### 2005
Il faut qu'on parle de Kevin (We Need to Talk About Kevin) par Lionel Shriver
- Billie Morgan (Billie Morgan) par Joolz Denby
- Le Maître des apparences (Old Filth) par Jane Gardam
- Cheese (The Mammoth Cheese) par Sheri Holman (en)
- Une brève histoire du tracteur en Ukraine (A Short Story of Tractors in Ukrainian) par Marina Lewycka
- Pieux mensonges (Liars and Saints) par Maile Meloy

#### 2006
De la beauté (On Beauty) par Zadie Smith
- L'Histoire de l'amour (The History of Love) par Nicole Krauss
- Beyond Black par Hilary Mantel
- La Loi de l’accident (The Accidental) par Ali Smith
- Everyman's Rules for Scientific Living par Carrie Tiffany (en)
- La Ronde de nuit (The Night Watch) par Sarah Waters

#### 2007
L'Autre Moitié du soleil (Half of a Yellow Sun) par Chimamanda Ngozi Adichie
- Arlington Park (Arlington Park) par Rachel Cusk
- La Perte en héritage (The Inheritance of Loss) par Kiran Desai
- Petit dictionnaire chinois-anglais pour amants (A Concise Chinese-English Dictionary for Lovers) par Guo Xiaolu
- La Servante insoumise (The Observations) par Jane Harris (en)
- Les Petites Filles du soleil (Digging to America) par Anne Tyler

#### 2008
Retour au pays (The Road Home) par Rose Tremain
- Lignes de faille (Fault Lines) par Nancy Huston
- Le Proscrit (The Outcast) par Sadie Jones (en)
- When We Were Bad par Charlotte Mendelson
- La Ballade de Baby (Lullabies for Little Criminals) par Heather O'Neill
- Lottery par Patricia Wood (en)

#### 2009
Chez nous (Home) par Marilynne Robinson
- Scottsboro par Ellen Feldman (en)
- La Mémoire égarée (The Wilderness) par Samantha Harvey
- The Invention of Everything Else par Samantha Hunt (en)
- Molly Fox's Birthday par Deirdre Madden
- Quand blanchit le monde (Burnt Shadows) par Kamila Shamsie

### Années 2010
| Sommaire : | - Haut - 2010 - 2011 - 2012 - 2013 - 2014 - 2015 - 2016 - 2017 - 2018 - 2019 |

#### 2010
Un autre monde (The Lacuna) par Barbara Kingsolver
- The Very Thought of You par Rosie Alison (en)
- Marée noire (Black Water Rising) par Attica Locke
- Dans l'ombre des Tudors (Wolf Hall) par Hilary Mantel
- La Passerelle (A Gate at the Stairs) par Lorrie Moore
- The White Woman on the Green Bicycle par Monique Roffey (en)

#### 2011
La Femme du tigre (The Tiger's Wife) par Téa Obreht
- Room (Room) par Emma Donoghue
- The Memory of Love par Aminatta Forna
- Grace Williams Says It Loud par Emma Henderson (en)
- La Grande Maison (Great House) par Nicole Krauss
- Annabel (Annabel) par Kathleen Winter

#### 2012
Le Chant d'Achille (The Song of Achilles) par Madeline Miller
- La Valse oubliée (The Forgotten Waltz) par Anne Enright
- L'Homme sans mots (Painter of Silence) par Georgina Harding (en)
- 3 minutes 33 secondes (Half Blood Blues) par Esi Edugyan
- Corps étrangers (Foreign Bodies) par Cynthia Ozick
- 'Anatomie de la stupeur (State of Wonder) par Ann Patchett

#### 2013
Puissions-nous être pardonnés (May We Be Forgiven) par A. M. Homes
- Une vie après l’autre (Life after Life) par Kate Atkinson
- Flight Behaviour par Barbara Kingsolver
- Le Pouvoir (Bring Up the Bodies) par Hilary Mantel
- Bernadette a disparu (Where'd You Go, Bernadette) par Maria Semple (en)
- Ceux du Nord-Ouest (NW) par Zadie Smith

#### 2014
Une fille est une chose à demi (A Girl is a Half-formed Thing) par Eimear McBride
- Americanah (Americanah) par Chimamanda Ngozi Adichie
- À la grâce des hommes (Burial Rites) par Hannah Kent
- Longues Distances (The Lowland) par Jhumpa Lahiri
- Promesses aveugles (The Undertaking) par Audrey Magee (en)
- Le Chardonneret (The Goldfinch) par Donna Tartt

#### 2015
Comment être double (How to be Both) par Ali Smith
- Disent-ils (Outline) par Rachel Cusk
- The Bees par Laline Paull (en)
- Là où commencent et s'achèvent les voyages (A God in Every Stone) par Kamila Shamsie
- Une bobine de fil bleu (A Spool of Blue Thread) par Anne Tyler
- Derrière la porte (The Paying Guests) par Sarah Waters

#### 2016
Hérésies glorieuses (The Glorious Heresies) par Lisa McInerney
- Ruby (Ruby) par Cynthia Bond
- L'Herbe maudite (The Green Road) par Anne Enright
- The Portable Veblen par Elizabeth McKenzie (en)
- The Improbability of Love par Hannah Mary Rothschild (en)
- Une vie comme les autres (A Little Life) par Hanya Yanagihara

#### 2017
Le Pouvoir (The Power) par Naomi Alderman
- Reste avec moi (Stay with Me) par Ayọ̀bámi Adébáyọ̀
- The Dark Circle par Linda Grant
- Le Sport des rois (The Sport of Kings) par C. E. Morgan
- First Love par Gwendoline Riley (en)
- Nous qui n'étions rien (Do Not Say We Have Nothing) par Madeleine Thien

#### 2018
Embrasements (Home Fire) par Kamila Shamsie
- L'Idiote (The Idiot) par Elif Batuman
- La Sirène, le Marchand et la Courtisane (The Mermaid and Mrs Hancock) par Imogen Hermes Gowar
- Sight par Jessie Greengrass (en)
- Quand je te frappe (When I Hit You: Or, A Portrait of the Writer as a Young Wife) par Meena Kandasamy
- Le Chant des revenants (Sing, Unburied, Sing) par Jesmyn Ward

#### 2019
Un mariage américain (An American Marriage) par Tayari Jones
- Le Silence des vaincues (The Silence of the Girls) par Pat Barker
- Milkman (Milkman) par Anna Burns
- Ma sœur, serial killeuse (My Sister, the Serial Killer) par Oyinkan Braithwaite
- Ordinary People (Ordinary People) par Diana Evans
- Circé (Circe) par Madeline Miller

### Années 2020
| Sommaire : | - Haut - 2020 - 2021 - 2022 - 2023 - 2024 |

#### 2020
Hamnet (Hamnet) par Maggie O'Farrell
- Fille, femme, autre (Girl, Woman, Other)  par Bernardine Evaristo
- Le Miroir et la Lumière (The Mirror and the Light) par Hilary Mantel
- Dominicana par Angie Cruz (en)
- A Thousand Ships par Natalie Haynes (en)
- Atmosphère (Weather) par Jenny Offill (en)

#### 2021
Piranèse (Piranesi) par Susanna Clarke
- L'Autre Moitié de soi (The Vanishing Half) par Brit Bennett
- Unsettled Ground par Claire Fuller (en)
- Sublime Royaume (Transcendent Kingdom) par Yaa Gyasi
- Et d'un seul bras, la soeur balaie sa maison (How the One-Armed Sister Sweeps Her House) par Cherie Jones (en)
- No One is Talking About This par Patricia Lockwood (en)

#### 2022
Le Fardeau tranquille des choses (The Book of Form and Emptiness) par Ruth Ozeki
- The Bread the Devil Knead par Lisa Allen-Agostini
- The Sentence par Louise Erdrich
- Évidemment Martha (Sorrow and Bliss) par Meg Mason (en)
- The Island of Missing Trees par Elif Shafak
- Great Circle par Maggie Shipstead

#### 2023
On m'appelle Demon Copperhead (Demon Copperhead) par Barbara Kingsolver
- Fire Rush par Jacqueline Crooks (en)
- Trespasses par Louise Kennedy (en)
- Black Butterflies par Priscilla Morris (en)
- Le Portrait de mariage (The Marriage Portrait) par Maggie O'Farrell
- Pod par Laline Paull (en)

#### 2024
Brotherless Night par V. V. Ganeshananthan (en)
- The Wren, The Wren par Anne Enright
- Restless Dolly Maunder par Kate Grenville
- Enter Ghost par Isabella Hammad (en)
- Soldier Sailor par Claire Kilroy (en)
- River East, River West par Aube Rey Lescure (en)